# Transelectrica
 (avril 2017).
Si vous disposez d'ouvrages ou d'articles de référence ou si vous connaissez des sites web de qualité traitant du thème abordé ici, merci de compléter l'article en donnant les références utiles à sa vérifiabilité et en les liant à la section « Notes et références ».
Transelectrica ou (Transelectrica S.A.) est un opérateur public de réseau de transport d'électricité en Roumanie fondée dans les années 2000. 
Il est coté en bourse avec 58,69 % des actions détenues par le Ministère de l'économie et du commerce, 13,5 % par Fondul Proprietatea et 27,81 % à la Bourse de Bucarest ou détenues par d'autres investisseurs. L'entreprise est coté à la Bourse de Bucarest.
Transelectrica est organisée en huit agences de transmission territoriale et une autre succursale agissant en tant qu'opérateur de dosage de l'électricité commercialisée sur le marché de gros. Transelectrica possède également des filiales qui s'occupent de différentes tâches d'administration.

## Branches
- ST Bucarest qui comprend les Județ de Buzău, Călărași, Dâmbovița, Giurgiu, Ialomița, Ilfov, Prahova et Teleorman et la ville de Bucarest. Il exploite 1 240 km de lignes électriques.
- ST Constanța qui comprend les Județ de Constanța, Tulcea, Galați, Brăila et partiellement celui des comtés d'Ialomița et de Vrancea. Il exploite 900 km de lignes électriques.
- ST Pitești qui comprend les Județ de d'Argeș, Olt et Vâlcea. Il exploite 1 200 km de lignes électriques.
- ST Craiova qui comprend les Județ de Dolj, Gorj et Mehedinți. Il exploite 1 518 km de lignes électriques.
- ST Timișoara qui comprend les Județ de Timiș, Arad, Caraș-Severin et Hunedoara. Il exploite 1 110 km de lignes électriques.
- ST Sibiu qui comprend les Județ de Alba, Sibiu, Mureș, Harghita, Covasna et Brașov. Il comprend 987 km de lignes électriques.
- ST Bacău qui comprend les Județ de Suceava, Iași, Neamț, Vaslui, Bacău, Vrancea, Botoșani. Il exploite 1 051 km de lignes électriques.
- ST Cluj qui comprend les Județ de Cluj, Bihor, Maramureș, Satu Mare et Sălaj. Il exploite 952 km de lignes électriques.

Transelectrica S.A. est la première société d'État cotée à la Bourse de Bucarest du programme Un marché puissant que le gouvernement roumain a lancé pour flotter certaines entreprises publiques sur le marché des capitaux. Maintenant, la société a une capitalisation d'environ 1,1 milliard d'euros.

## Filiales
- Opcom : L'opérateur du marché de l'électricité, Opcom SA (« Opérateur de sécurité énergétique électrique »), a été créée sur la base du GD no 627/2000 en tant que filiale dont seul l'actionnaire est Transelectrica. La mission de cette société consiste à fournir un organe organisé Cadre pour les métiers commerciaux de l'électricité.
- Smart : La société de services de maintenance du réseau de transport Smart SA a été créée par la réorganisation de Transelectrica en tant que branche entièrement détenue selon le numéro GD. 710/2001. Le domaine d'expertise de Smart SA effectue des révisions et des réparations pour les équipements primaires et secondaires du réseau de transmission, y compris les mesures prophylactiques, la réparation des incidents dans les installations électriques, la prestation de services dans le domaine de l'énergie, la micro-production d'équipements électriques.
- Formenerg : Le domaine d'expertise de la filiale Formenerg SA comprend des activités de formation pour le personnel dans le secteur de l'énergie. Formenerg SA a été créée le 1er avril 2002 en tant que filiale détenue à 100 % par Transelectrica.
- Teletrans : SC Teletrans SA est une subvention (de Transelectrica SA) ayant comme activité principale les services informatiques et de communication pour l'administration de réseaux de transport électrique pour l'administration des réseaux électriques de transport. Teletrans est opérationnel depuis janvier 2003.
- Icemenerg : En septembre 2003 par le biais de la GD no 1065/2003 concernant la réorganisation de la société nationale Transelectrica SA et de la société Icemenerg SA par fusion par absorption, a été approuvée la réorganisation d'Icemenerg SA en tant que filiale détenue à 100 % par Transelectrica. Icemenerg SA prestation de services dans le domaine de Les centrales thermoélectriques, les sous-stations électriques et les réseaux.
- Icemenerg Service : En 2004, par la décision du gouvernement sur la réorganisation de la Compagnie National Power Grid Transelectrica SA et Icemenerg Service SA, par fusion par absorption, a été approuvée la réorganisation d'Icemenerg Service SA en tant que filiale détenue à 100 % par Transelectrica.